# Saint-Gervais-sous-Meymont
Saint-Gervais-sous-Meymont é uma comuna francesa na região administrativa de Auvérnia-Ródano-Alpes, no departamento Puy-de-Dôme. Estende-se por uma área de 10 km². Em 2010 a comuna tinha 233 habitantes (densidade: 23,3 hab./km²).